# Calycomyza cuspidata
Calycomyza cuspidata är en tvåvingeart som beskrevs av Mitsuhiro Sasakawa 1992. Calycomyza cuspidata ingår i släktet Calycomyza och familjen minerarflugor.
Artens utbredningsområde är Peru. Inga underarter finns listade i Catalogue of Life.